# Аурелијан
Луције Домиције Аурелијан (лат. Lucius Domitius Aurelianus; рођен септембра 214. године на малом сеоском имању у околини Сирмијума, у Доњој Панонији, на тлу данашње Србије, умро 275. године код Константинопоља) био је римски цар између 270. и 275. године.

## Успон
Отац му је био сељак закупац имања угледног велепоседника, а мајка нижа свештеница Соловог култа. 
Аурелијан је у почетку био обичан војник, али је храброшћу и разборитошћу почео да гради успешну каријеру у војсци. Цар Клаудије је на самрти одредио Аурелија за наследника трона што су прихватили и Сенат и војска.
Аурелијанов успон почиње након његовог војничког успеха током битке код Ниша 268. године. Ту је Аурелијан предводио римску тешку коњицу која је највише допринела овој великој победи против Гота. 
Године 268. Аурелијан је учествовао у сузбијању устанка против цара Галијена у Тоскани. Но, чим је овај устанак угушио, Аурелијан је сам подигао буну против Галијена. Када је цар Клаудије II преузео власт, Аурелијан је добио важну војну команду.
Када је Клаудије II подлегао болести, престо је преузео његов млађи брат Квинтил. Аурелијан је тада сакупио своје трупе и са Дунава кренуо према Риму. Квинтил је схватио да против Аурелијана нема шансе на победу и извршио је самоубиство.

## Владавина

### Рат против Германа
Одмах пошто је преузео власт, Аурелијан је био принуђен да настави ратове које је започео Клаудије II. Рат против Гота је настављен, али је тај рат релативно брзо обустављен. Много већу опасност за Царство представљала су племена Вандала и Маркомана која су прелазила Дунав и стизала чак до Италије. Неколико таквих напада је Аурелијан зауставио и непријатеље поразио. 
Но, Германи су прешли Алпе и опустошили Италију. Аурелијан се надао да ће успети да се обрачуна са нападачима, али у томе није имао успеха.
Овај пораз изазвао је устанак у Риму против Аурелијанове владавине. На челу устанка налазио се Фелицисимус, а римски сенат му је пружио подршку. Аурелијан се окренуо војном решењу и на крају је био поражен: око 7000 људи на обе стране је погинуло у сукобима. 
Но, за то време рат против Германа је кренуо повољно за Аурелијана: варвари су се поделили у мање групе, а Римљани су их онда методично уништавали.
Да би спречио будуће варварске нападе на Рим, Аурелијан је решио да опаса град једним заштитним зидом. И тако су 271. почели радови на овом заштитном зиду.

### Поновно успостављање јединства у Царству
Аурелијан је од краја 271. године био ангажован у борби против претендената као што су били Септимије, Урбан и други. Велику опасност је представљала једна жена, Зенобија, која је велики део источних области Царства контролисала. Пре него што се окренуо рату против Зенобије, Аурелијан је решио да се посвети приликама на Дунаву: у пролеће 272. године победио је Готе, убивши притом њиховог владара, а затим се одлучио да евакуише прекодунавску провинцију Дакију, коју Царство више није могло бранити. Да би се избегао непријатан утисак пораза после евакуације Дакије, на неким деловима дотадашње Горње Мезије и Доње Мезије створена је нова провинција, која је у цареву част прозвана Дакија Аурелијана.
Средивши тако прилике на Балкану, цар се окренуо Истоку. Зенобија је проширила своју власт од Египта до Мале Азије. Али, поход против Зенобије, релативно је лако завршен за Аурелијана: Египат се предао без борбе, а у Малој Азији, упркос отпору, успостављена је римска власт. Затим је Аурелијан опсео Палмиру, Зенобијину престоницу. Зенобија је покушала да побегне Парћанима, али су је Римљани ухватили. Након пропасти Зенобијиног устанка, дошло је до устанака у новоосвојеним областима: Аурелијан се са устанцима немилосрдно обрачунавао. Палмира је била тотално уништена.
Аурелијан се онда окренуо Галском царству. Током једне битке дошло је до бизарне ситуације. Галски противцар Тетрик I је током битке прешао на Аурелијанову страну, и нешто касније, за награду, добио једну високу римску магистратуру. Тако је Галско царство у јесен 274. године престало да постоји, готово без борбе. Велике победе које је Аурелијан извојевао, наговестиле су крај велике кризе III века која је од краја династије Севера потресала Римско царство.

### Привреда и религиозна политика
Тако је Аурелијан успео да уједни Римско царство које је под његовим братом Квинтилом било на ивици пропасти или разједињења. Стога, Аурелијан је имао могућности да се окрене унутрашњим проблемима, који су у овој епоси кризе III века угрожавали Царство.
Своју мисију обновитеља Рима проширио је и на финансије, покушао је да обнови поверење у новац римског цара. Деценијама је римски новац antonianus био драстично обезвређен пошто је због сиромашења царске благајне проценат сребра у кованицама стално падао и као такав био подложан и фалсификовању. Његови антониани су ковани са гаранцијом о проценту сребра које се у њима налази. Сем тога увео је посебну врсту новца, познатом под именом Аурелијан. То је био златни новац, захваљујући коме су становници Царства поново стекли поверење у ову монету. Аурелијан је устао и против раширене корупције. 
Аурелијан је био један од највећих римских царева позног царства, зато је и прозван Restitutor orbis. Осим овог, војска и римски народ су му наденули још два имена: Мачоношац - као вичном и храбром војнику и Bellatoris - због његовог јунаштва и милосрђа.
И у питањима религије, Аурелијан је био пагански реформатор: био је на страни митраизма, једног култа који је стигао са Истока и који се брзо раширио нарочито међу војницима. Стари римски богови изгубили су свој значај у великој мери. 
У децембру 274. године прослављали су Римљани по први пут рођендан једног соловог божанства, што је представљало увод у касније успостављену прославу рођендана Исуса Христа, Божић. Сам Аурелијан је био, по паганским схватањима, представник тог соловог божанства на земљи.

## Смрт
Аурелијан је изненада умро у близини Константинопоља у часу када је планирао да поново освоји Месопотамију. 